# Crew (hip hop)
Nella cultura hip hop, la crew (in inglese "equipaggio", "squadra", "compagnia") è un gruppo di persone che collabora ad un progetto artistico o culturale, come ad esempio un gruppo di ballo formato da B-boy, o un gruppo di writers. Come altri termini legati a subculture giovanili, esistono grafie alternative, come krew o kru. Allo stesso concetto fanno riferimento le parole "tribù", "clan" o "klan", "clique" o "click", oppure "family" nel caso del krump.
In ambito musicale, la crew è un gruppo dinamico che può realizzare canzoni e album sotto un unico nome, ma può anche essere vista come un aiuto ed uno sprone al singolo artista per le proprie realizzazioni personali: ne è un celebre esempio il Wu-Tang Clan.
Nel writing spesso gli artisti di una stessa crew dipingono insieme, per ottenere un risultato di maggiore effetto sia come dimensioni che come cura del particolare; nelle situazioni in cui l'"opera" è fatta di nascosto, essa deve essere realizzata velocemente e un alto numero di partecipanti rende più rapida la realizzazione. Solitamente in queste crew ognuno ha la sua specialità, come per esempio la resa grafica delle lettere, delle figure stilizzate o fumettistiche, o la semplice capacità di firmare molti edifici con la propria tag e il nome della crew in un'unica notte.